# Толима
Толѝма (на испански: Tolima) е един от тридесет и двата департамента на южноамериканската държава Колумбия. Намира се в западноцентралната част на страната. Департаментът е с население от 1 339 998 жители (към 30 юни 2020 г.) и обща площ от 24 139 км². Сформиран е на 4 август 1886 г.